# جيفري جوردرين

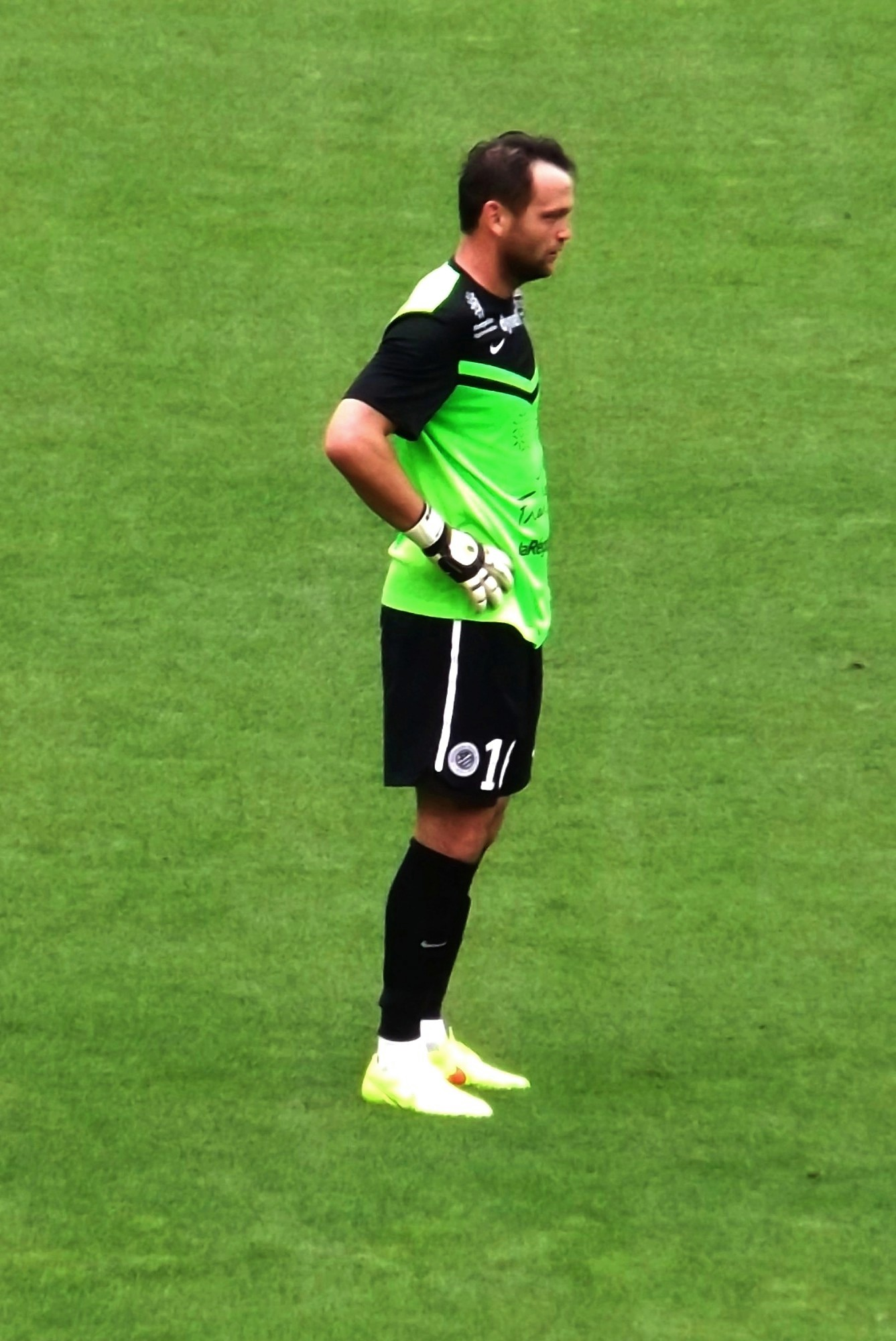

جيفري جوردرين (بالفرنسية: Geoffrey Jourdren)‏ (مواليد 4 فبراير 1986 في باريس - فرنسا) لاعب كرة قدم فرنسي يلعب حاليا لصالح نادي الدرجة الأولى مونبيلييه الفرنسي منذ 2002 في مركز حارس مرمى . .

## روابط خارجية
- جيفري جوردرين على موقع رابطة كرة القدم الفرنسية للمحترفين (الإنجليزية)
- جيفري جوردرين على موقع قاعدة بيانات كرة القدم.إي يو (الإنجليزية)
- جيفري جوردرين على موقع ليكيب (الفرنسية)
- جيفري جوردرين على موقع Soccerway.com (الإنجليزية)
- جيفري جوردرين على موقع كووورة
- جيفري جوردرين على موقع AS.com (الإسبانية)